# Лозеница
Лозеница је насељено место у општини Сандански у области Благоевград, Бугарска. Према попису из 2021. године било је 57 становника.
Према бугарском географу и историчару, Василу Канчову, у Лозеници је 1900. године живело 210 Словена хришћана. Село се раније звало Дере Мисилим.